# Hieracium inconspicuissimum
Hieracium inconspicuissimum es una especie de planta con flor del género Hieracium, de la familia Asteraceae, orden Asterales.

## Distribución
Hieracium inconspicuissimum se distribuye por Dinamarca.

## Taxonomía
Fue descrita científicamente por Greuter.
Tratamiento taxonómico
La especie aparece registrada y publicada en Willdenowia.